# Neuberg (Hesja)
Neuberg – miejscowość i gmina w Niemczech, w kraju związkowym Hesja, w rejencji Darmstadt, w powiecie Main-Kinzig.